# Пуугнитса
Пу́угнитса (эст. Puugnitsa), также Пу́угница, ранее Пугнитса (эст. Pugnitsa), в народе также Пу́говица (эст. Pugovitsa) и Нёпсикюля (Nöpsikülä) — деревня в волости Сетомаа уезда Вырумаа, Эстония. Исторически относится к нулку Полода.
До административной реформы местных самоуправлений Эстонии 2017 года входила в состав волости Микитамяэ уезда Пылвамаа.

## География и описание
Расположена в 31 километре к северо-востоку от уездного центра — города Выру — и в 10 километрах к северо-западу от волостного центра — посёлка Вярска. Расстояние от деревни до Псковского озера — 7 км. Высота над уровнем моря — 38 метров.
Климат переходный от морского к континентальному. Официальный язык — эстонский. Почтовый индекс — 64311.

## Население
По данным переписи населения 2021 года, в Пуугнитса насчитывалось жителей, из них  ( %) — эстонцы (сету в перечне национальностей выделены не были).
По состоянию на 1 января 2020 года в деревне насчитывалось 14 жителей, из них 8 мужчин и 6 женщин; детей в возрасте до 14 лет включительно — 3, лиц трудоспособного возраста (15–64 года) — 9, лиц пенсионного возраста (65 лет и старше) — 2.
По данным переписи населения 2011 года, в деревне проживали 5 человек, все — эстонцы (сету в перечне национальностей выделены не были).
По данным переписи населения 2021 года, в деревне насчитывалось 9 жителей, все — эстонцы .
Численность населения деревни Пуугнитса по данным переписей населения:
| Год  | 1959 | 1970 | 1979 | 1989 | 2000 | 2011 | 2021 |
| ---- | ---- | ---- | ---- | ---- | ---- | ---- | ---- |
| Чел. | 89   | ↘ 82 | ↘ 67 | ↘ 37 | ↘ 24 | ↘ 5  | ↗ 9  |

## История
В письменных источниках 1563 года упоминается Нестеркохово Путвицыно (деревня), 1652 года — Пуховицыны, 1750 года — Пугницъ Кахова, примерно 1790 года — Пуговищи, 1855–1859 годов — Бубницы, 1874 года — Puognitsa, 1882 года — Пугница (Кохова), Кахово, Пугницы (деревня, отрез), 1890 года — Пуганцы, 1897 года — сельцо Кахово, 1903 года — Puugnitsa, Pugnits, Пучницa-Кахково, 1904 года — Puugnitsa, Пу́гницъ Кахо́во, примерно 1920 года — Pugnitsa, 1937 года — Poognitsa.
На военно-топографических картах Российской империи (1846–1867 годы), в состав которой входила Лифляндская губерния, деревня обозначена как Кахова.
В 1750 году упоминается, что деревня принадлежит Псково-Печерскому монастырю; в 1882 году она являлась частью общины Селизе и относилась к приходу Вярска. В 1897 году наряду с деревней здесь также были скотоводческая мыза и хутора.

## Происхождение топонима
Происхождение названия деревни не совсем ясно. В случае его русского происхождения можно для сравнения привести слова ʼпугнутьʼ или ʼпуховикʼ. Однако лингвист Тартуского университета Анжелика Штейнгольде утверждает, что объяснить топоним на основе русского языка невозможно.
Название Нёпсикюля очевидно является народным толкованием названия Пуговица (эст. nööp — ʼпуговицаʼ, выр. külä — ʼдеревняʼ).

## Памятники культуры
На территории деревни находятся 4 могильных холма, внесённые в Государственный регистр памятников культуры Эстонии как памятники археологии. Исходя из размеров и форм холмов, они относятся ко второй половине 1-го тысячелетия (могильные холмы №№ 11132–1135).

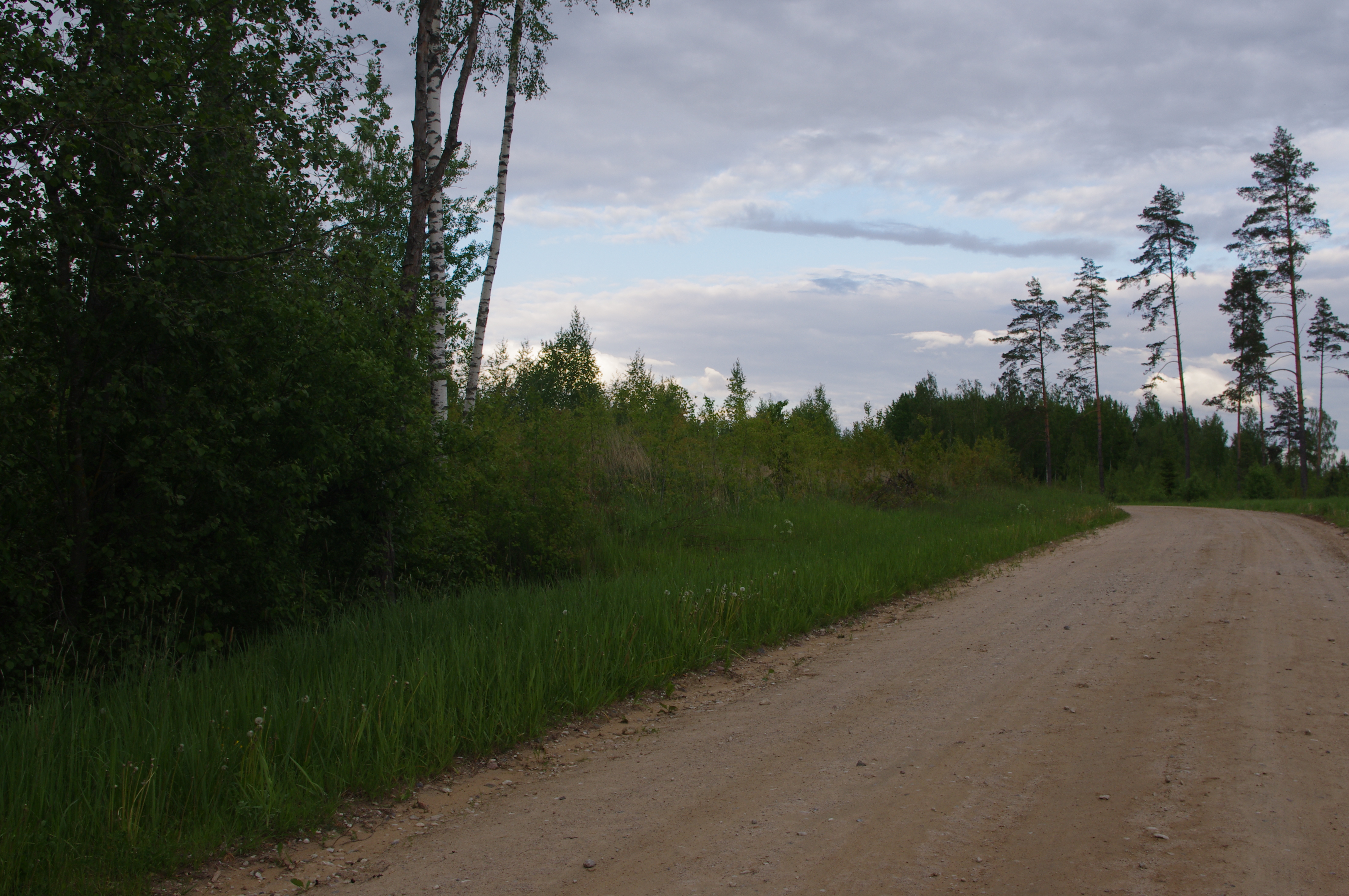
Могильный холм № 11134
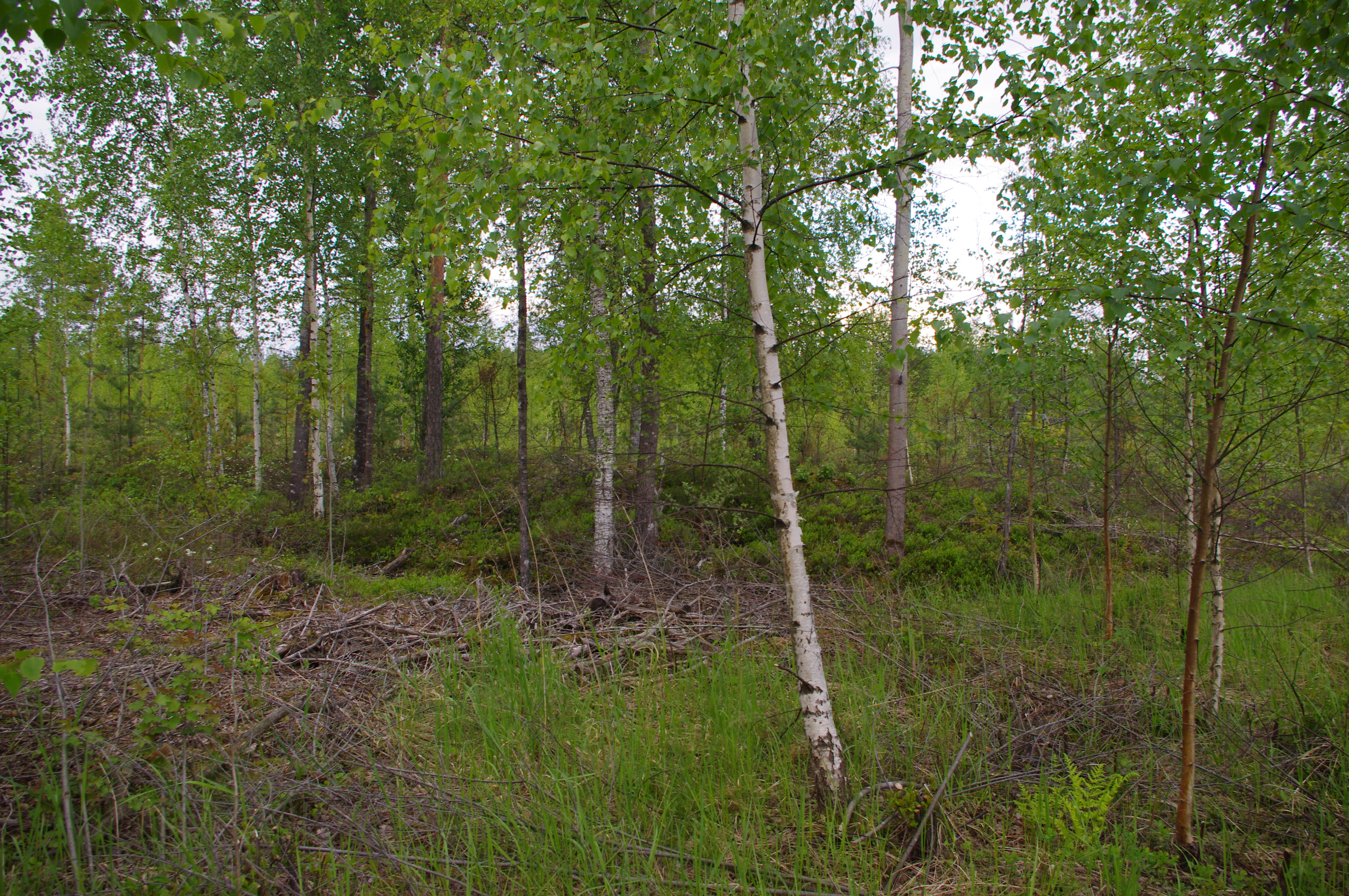
Могильный холм № 11135

## Комментарии
1. ↑  Эстонские топонимы, оканчивающиеся на -а, не склоняются и не имеют женского рода (исключение — Нарва)[10].